# Televisión de alto rango dinámico
La televisión de alto rango dinámico (HDR o HDR-TV) es una tecnología que mejora la calidad de las señales de visualización. Se contrasta con el rango dinámico estándar (SDR) con nombre retroactivo. HDR cambia la forma en que la luminancia y los colores de los videos y las imágenes se representan en la señal y permite una representación más brillante y detallada de las luces, sombras más oscuras y detalladas y una gama más amplia de colores más intensos.
HDR permite que las pantallas compatibles reciban una fuente de imagen de mayor calidad. No mejora las propiedades intrínsecas de una pantalla (brillo, contraste y capacidades de color). No todas las pantallas HDR tienen las mismas capacidades y el contenido HDR se verá diferente según la pantalla utilizada.
HDR-TV se utilizó por primera vez en 2014 para mejorar videos, y ahora también está disponible para imágenes fijas. HDR-TV es parte de las imágenes HDR, un proceso de extremo a extremo para aumentar el rango dinámico de imágenes y videos desde su captura y creación, hasta su almacenamiento, distribución y visualización. HDR-TV también mejora la gama de colores, como Rec. 2100 y todos los formatos HDR comunes requieren que HDR se entregue con amplias gamas de colores (WCG).

## Descripción
Antes de HDR, las mejoras en la fidelidad de la pantalla generalmente se lograban aumentando la cantidad de píxeles, la densidad (resolución) y la velocidad de fotogramas de la pantalla. Por el contrario, HDR mejora la fidelidad percibida de los píxeles individuales existentes. El rango dinámico estándar (SDR) todavía se basa y está limitado por las características de los tubos de rayos catódicos (CRT) más antiguos, a pesar de los grandes avances en las tecnologías de pantalla y visualización desde la obsolescencia de los CRT.
Los formatos SDR son capaces de representar un nivel de luminancia máximo de alrededor de 100 nits. Para HDR, este número aumenta a alrededor de 1000 a 10 000 nits. HDR puede representar niveles de negro más oscuros y colores más saturados. Los formatos SDR más comunes se limitan a la Rec. 709 / gama sRGB, mientras que los formatos HDR comunes usan Rec. 2100, que es una amplia gama de colores (WCG).
En la práctica, HDR no siempre se usa en sus límites. Los contenidos HDR a menudo se limitan a un brillo máximo de 1000 o 4000 nits y colores P3-D65, incluso si se almacenan en formatos capaces de más. Los creadores de contenido pueden elegir en qué medida hacen uso de las capacidades HDR. Pueden limitarse a los límites de SDR incluso si el contenido se entrega en formato HDR.
Los beneficios de HDR dependen de las capacidades de visualización, que varían. Ninguna pantalla actual puede reproducir el rango máximo de brillo y colores que se pueden representar en formatos HDR.

### Beneficios
Los puntos destacados, las partes más brillantes de una imagen, pueden ser más brillantes, más coloridos y más detallados. La mayor capacidad de brillo se puede utilizar para aumentar el brillo de áreas pequeñas sin aumentar el brillo de la imagen en general, lo que da como resultado, por ejemplo, reflejos brillantes de objetos brillantes, estrellas brillantes en una escena nocturna oscura y objetos emisores de luz brillantes y coloridos. (por ejemplo, fuego y puesta de sol).
Las sombras o luces bajas, las partes más oscuras de una imagen, pueden ser más oscuras y detalladas.
Las partes coloridas de la imagen pueden ser aún más coloridas si se usa un WCG.
El dinamismo del color y la gama más amplia de colores que se atribuyen con frecuencia al video HDR es en realidad una consecuencia de una WCG. Esto se ha convertido en un punto de gran confusión entre los consumidores, por lo que HDR y WCG se confunden entre sí o se tratan como intercambiables. Si bien las pantallas HDR suelen tener WCG y las pantallas con WCG suelen ser capaces de HDR, una no implica la otra; hay pantallas SDR con WCG. Algunos estándares HDR especifican WCG como requisito previo para el cumplimiento. Independientemente, cuando un WCG está disponible en una pantalla HDR, la imagen en su conjunto puede ser más colorida debido a la gama más amplia de colores.
Los beneficios más subjetivos y prácticos del video HDR incluyen una variación de luminancia más realista entre escenas (como escenas iluminadas por el sol, interiores y nocturnas), una mejor identificación del material de la superficie y una mejor percepción en profundidad, incluso con imágenes 2D.

#### Preservación de la intención del creador de contenido
Cuando las capacidades de una pantalla son insuficientes para reproducir todo el brillo, el contraste y los colores que se representan en el contenido HDR, la imagen debe ajustarse para adaptarse a las capacidades de la pantalla. Algunos formatos HDR (como Dolby Vision y HDR10+) permiten que el creador de contenido elija cómo se realizará el ajuste. Otros formatos HDR (como HDR10 e híbrido log-gamma (HLG)) no ofrecen esta posibilidad, por lo que no se garantiza que las intenciones del creador de contenido se conserven en pantallas de menor capacidad.
Para una calidad óptima, los estándares requieren que el video se cree y se vea en un entorno relativamente oscuro. Dolby Vision IQ y HDR10+ Adaptive ajustan el contenido según la luz ambiental.

## Formatos
Desde 2014, han surgido múltiples formatos HDR, incluidos HDR10, HDR10+, Dolby Vision y HLG. Algunos formatos son libres de regalías y otros requieren una licencia. Los formatos varían en sus capacidades.
Dolby Vision y HDR10+ incluyen metadatos dinámicos, mientras que HDR10 y HLG no. Los metadatos dinámicos se utilizan para mejorar la calidad de la imagen en pantallas limitadas que no pueden reproducir un video HDR en la máxima medida prevista. Los metadatos dinámicos permiten a los creadores de contenido controlar y elegir la forma en que se ajusta la imagen.

Logotipo de HDR10

### HDR10
El perfil de medios HDR10, más conocido como HDR10, es un estándar HDR abierto anunciado el 27 de agosto de 2015 por la Consumer Technology Association. Es el más extendido de los formatos HDR, y no es compatible con versiones anteriores de pantallas SDR. Está técnicamente limitado a un brillo máximo de 10.000 nits; sin embargo, el contenido HDR10 normalmente se domina con un brillo máximo entre 1000 y 4000 nits.
HDR10 carece de metadatos dinámicos. En las pantallas HDR10 que tienen un volumen de color más bajo que el contenido de HDR10 (como una capacidad de brillo máximo más bajo), los metadatos de HDR10 brindan información para ayudar a que la pantalla se ajuste al video. Los metadatos son estáticos y constantes con respecto a cada video individual y no informan a la pantalla exactamente cómo se debe ajustar el contenido. La interacción entre las capacidades de visualización, los metadatos de video y el resultado final (es decir, la presentación del video) está mediada por la visualización, con el resultado de que es posible que no se conserve la intención del productor original.

### Dolby Vision

Logotipo de Dolby Vision

Dolby Vision es un ecosistema integral para video HDR y cubre la creación, distribución y reproducción de contenido. Utiliza metadatos dinámicos y es capaz de representar niveles de luminancia de hasta 10.000 nits. La certificación Dolby Vision requiere que las pantallas de los creadores de contenido tengan una luminancia máxima de al menos 1000 nits.

### HDR10+

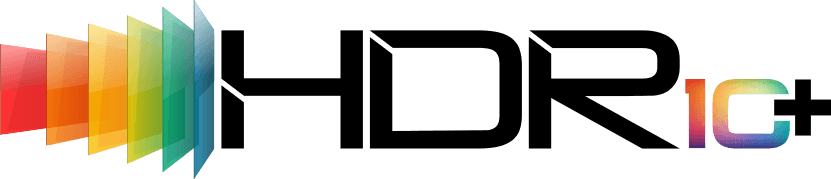
Logotipo de HDR10+

HDR10+, también conocido como HDR10 Plus, es un formato de video HDR anunciado el 20 de abril de 2017. Es lo mismo que HDR10 pero con el añadido de un sistema de metadatos dinámicos desarrollado por Samsung. Es de uso gratuito para los creadores de contenido y tiene una licencia anual máxima de $ 10,000 para algunos fabricantes. Se ha posicionado como una alternativa a Dolby Vision sin los mismos gastos.

### HLG
El formato HLG es un formato HDR que se puede usar para videos e imágenes fijas. Utiliza la función de transferencia HLG, Rec. Colores primarios de 2020 y una profundidad de bits de 10 bits. El formato es retrocompatible con SDR UHDTV, pero no con pantallas SDR más antiguas que no implementan la Rec. Estándares de color 2020. No utiliza metadatos y está libre de regalías.

### PQ10 (formato PQ)
PQ10, a veces denominado formato PQ, es un formato HDR que se puede usar para videos e imágenes fijas. Es lo mismo que el formato HDR10 sin metadatos. Utiliza la función de transferencia del cuantificador perceptivo (PQ), Rec. 2020 colores primarios y una profundidad de bits de 10 bits.

### HDR Vivid
HDR Vivid es un formato HDR desarrollado por China Ultra HD Video Alliance (CUVA) y lanzado en marzo de 2021. Utiliza metadatos dinámicos estandarizados en CUVA 005-2020.

### Otros formatos
- Technicolor Advanced HDR: un formato HDR que pretende ser retrocompatible con SDR.[21] A 2020  de diciembre del  19  no hay contenido comercial disponible en este formato.[21]
- SL-HDR1 (Single-Layer HDR system Part 1) es un estándar HDR desarrollado conjuntamente por STMicroelectronics, Philips International BV y Technicolor R&D France.[39] Fue estandarizado como ETSI TS 103 433 en agosto de 2016.[40] SL-HDR1 proporciona compatibilidad directa con versiones anteriores al usar metadatos estáticos (SMPTE ST 2086) y dinámicos (usando los formatos SMPTE ST 2094-20 Philips y 2094-30 Technicolor) para reconstruir una señal HDR a partir de una transmisión de video SDR que se puede entregar usando SDR existente redes y servicios de distribución. SL-HDR1 permite renderizar HDR en dispositivos HDR y renderizar SDR en dispositivos SDR usando un flujo de video de una sola capa.[40] Los metadatos de reconstrucción HDR se pueden agregar a HEVC o AVC mediante un mensaje de información de mejora suplementaria (SEI).[40] La versión 1.3.1 se publicó en marzo de 2020.[41]
- SL-HDR2[42]
- SL-HDR3[43]

### Comparación de formatos HDR
|                          |                          | HDR10                                                   | HDR10+                                                                 | Dolby Vision | HLG |
| ------------------------ | ------------------------ | ------------------------------------------------------- | ---------------------------------------------------------------------- | --- | --- |
| Desarrollado por         | Desarrollado por         | CTA                                                     | Samsung                                                                | Dolby | NHK y BBC |
| Año                      | Año                      | 2015                                                    | 2017                                                                   | 2014 | 2015 |
| Costo                    | Costo                    | Gratis                                                  | Gratis (para empresa de contenido) Licencia anual (para el fabricante) | Propietario | Gratis |
| Espacio de color         |                          |                                                         |                                                                        | | |
| Función de transferencia | Función de transferencia | PQ                                                      | PQ                                                                     | - PQ (en la mayoría de los perfiles) - SDR (en perfiles 4, 8.2, y 9) - HLG (en perfil 8.4)                                                               | HLG |
| Profundidad de color     | Profundidad de color     | 10 bit                                                  | 10 bit (o más)                                                         | 10 bit (o 12 bit usando FEL) | 10 bit |
| Pico de luminancia       | Límite técnico           | 10,000 nits                                             | 10,000 nits                                                            | 10,000 nits | Variable |
| Pico de luminancia       | Contenido                | Sin reglas 1,000 - 4,000 nits (común)                   | Sin reglas 1,000 - 4,000 nits (común)                                  | (Al menos 1,000 nits) 4,000 nits comunes | 1,000 nits comunes |
| Color primario           | Límite técnico           | Rec. 2020                                               | Rec. 2020                                                              | Rec. 2020 | Rec. 2020 |
| Color primario           | Contenido                | P3-D65 (común)                                          | P3-D65 (común)                                                         | Al menos P3-D65 | P3-D65 (común) |
| Other characteristics    |                          |                                                         |                                                                        | | |
| Metadata                 | Metadata                 | - Estático                                              | - Estático - Dinámico - Generada automáticamente                       | - Estático - Dinámico - Generada automáticamente - Recortes generados manualmente                                                                        | |
| Retrocompatibilidad      | Retrocompatibilidad      |                                                         | - HDR10                                                                | Según el perfil y el nivel de compatibilidad: - Sin compatibilidad - SDR - HDR10 - HLG - UHD Blu-ray (significa HDR10 con más restricciones)             | - Pantallas SDR compatibles con Rec. 2020 (como UHD-TV) |
| Notas                    | Notas                    | El formato PQ10 es el mismo que HDR10 sin los metadatos |                                                                        | Las características técnicas de Dolby Vision dependen del perfil utilizado, pero todos los perfiles admiten HDR con metadatos dinámicos de Dolby Vision. | La compatibilidad con versiones anteriores de HLG es aceptable para las pantallas SDR UHDTV que pueden interpretar el espacio de color BT.2020. No está diseñado para pantallas SDR tradicionales que solo pueden interpretar colorimetría BT.709. |
| Referencias              | Referencias              | [ 22 ] [ 10 ] [ 9 ]                                     | [ 48 ] [ 49 ] [ 10 ] [ 9 ]                                             | [ 45 ] [ 50 ] [ 46 ] [ 9 ] [ 51 ] [ 10 ] [ 52 ] | [ 8 ] [ 32 ] [ 47 ] [ 9 ] |

## Pantallas
Desde principios de la década de 2000, se han anticipado televisores con rango dinámico mejorado y ampliación del contenido de transmisión/video SDR/LDR existente con mapeo de tonos inversos. En 2016, la conversión HDR de video SDR se lanzó al mercado como HDR+ de Samsung (en televisores LCD) y HDR Intelligent Tone Management de Technicolor SA.
A partir de 2018, las pantallas HDR de gama alta para consumidores pueden alcanzar 1000 cd/m 2 de luminancia, al menos durante un breve período o en una pequeña parte de la pantalla, en comparación con 250-300 cd/m2 para una pantalla SDR típica.
Las interfaces de video que admiten al menos un formato HDR incluyen HDMI 2.0a, que se lanzó en abril de 2015 y DisplayPort 1.4, que se lanzó en marzo de 2016. El 12 de diciembre de 2016, HDMI anunció que se había agregado compatibilidad con Hybrid Log-Gamma (HLG) al estándar HDMI 2.0b. HDMI 2.1 se anunció oficialmente el 4 de enero de 2017 y agregó soporte para HDR dinámico, que son metadatos dinámicos que admiten cambios escena por escena o cuadro por cuadro.

### Compatibilidad
A partir de 2020, ninguna pantalla es capaz de reproducir la gama completa de brillo y color de los formatos HDR. Una pantalla se denomina pantalla HDR si puede aceptar contenido HDR y asignarlo a sus características de visualización, por lo que el logotipo de HDR solo proporciona información sobre la compatibilidad del contenido y no sobre la capacidad de visualización.
Las pantallas que usan atenuación global, como la mayoría de las pantallas LED con iluminación lateral, no pueden mostrar el contraste avanzado del contenido HDR. Algunas pantallas implementan tecnologías de atenuación local, como OLED y retroiluminación LED de matriz completa, para mostrar de manera más adecuada el contraste avanzado.

### Certificaciones

#### VESA DisplayHDR
El estándar DisplayHDR de VESA es un intento de hacer que las diferencias en las especificaciones HDR sean más fáciles de entender para los consumidores, con estándares que se utilizan principalmente en monitores de computadora y computadoras portátiles. VESA define un conjunto de niveles HDR; todos deben admitir HDR10, pero no todos deben admitir pantallas de 10 bits. DisplayHDR no es un formato HDR, sino una herramienta para verificar los formatos HDR y su rendimiento en un monitor determinado. El estándar más reciente es DisplayHDR 1400, que se presentó en septiembre de 2019, y los monitores compatibles se lanzaron en 2020. DisplayHDR 1000 y DisplayHDR 1400 se utilizan principalmente en trabajos profesionales como la edición de video. Los monitores con certificación DisplayHDR 500 o DisplayHDR 600 brindan una mejora notable con respecto a las pantallas SDR y se usan con mayor frecuencia para la informática general y los juegos.
|                           | Luminancia máxima mínima (Brillo en cd/m 2) | Gama de color (gama de colores) | Mínimo Profundidad del color | Tecnología de atenuación típica | Luminancia máxima de nivel de negro (Brillo en cd/m 2) | Latencia máxima de ajuste de retroiluminación (Número de fotogramas de vídeo) |
| ------------------------- | ------------------------------------------- | ------------------------------- | ---------------------------- | ------------------------------- | ------------------------------------------------------ | ----------------------------------------------------------------------------- |
| DisplayHDR 400            | 400                                         | sRGB                            | 8 bits (24 bits)             | Screen-level                    | 0.4                                                    | 8                                                                             |
| DisplayHDR 500            | 500                                         | WCG *                           | 10 bits (30 bits)            | Zone-level                      | 0.1                                                    | 8                                                                             |
| DisplayHDR 600            | 600                                         | WCG*                            | 10 bits (30 bits)            | Zone-level                      | 0.1                                                    | 8                                                                             |
| DisplayHDR 1000           | 1000                                        | WCG*                            | 10 bits (30 bits)            | Zone-level                      | 0.05                                                   | 8                                                                             |
| DisplayHDR 1400           | 1400                                        | WCG*                            | 10 bits (30 bits)            | Zone-level                      | 0.02                                                   | 8                                                                             |
| DisplayHDR 400 True Black | 400                                         | WCG                             | 10 bits (30 bits)            | Pixel-level                     | 0.0005                                                 | 2                                                                             |
| DisplayHDR 500 True Black | 500                                         | WCG                             | 10 bits (30 bits)            | Pixel-level                     | 0.0005                                                 | 2                                                                             |
| DisplayHDR 600 True Black | 600                                         | WCG                             | 10 bits (30 bits)            | Pixel-level                     | 0.0005                                                 | 2                                                                             |

#### Otras certificaciones
Certificaciones de la Alianza UHD:
- Premium ultra HD[70]
- Mobile HDR Premium: para dispositivos móviles.[70][71]

## Detalles técnicos
HDR se logra principalmente mediante el uso de la función de transferencia PQ o HLG. Los WCG también se usan comúnmente a lo largo de HDR hasta Rec. Colores primarios 2020. Se utiliza una profundidad de bits de 10 o 12 bits para no ver bandas en el rango de brillo extendido. En algunos casos, se utilizan metadatos adicionales para manejar la variedad de brillo, contraste y colores de las pantallas. El video HDR se define en Rec. 2100.

### Espacio de color

#### ITU-R Rec. 2100
Rec. 2100 es una recomendación técnica de ITU-R para la producción y distribución de contenido HDR usando resolución 1080p o UHD, color de 10 o 12 bits, funciones de transferencia HLG o PQ, rango completo o limitado, la Rec. Amplia gama de colores 2020 y YCBCR o <i id="mwApk">IC<sub id="mwApo">T</sub>C<sub id="mwAps">P</sub></i> como espacio de color.

#### Función de transferencia
SDR utiliza una función de transferencia de curva gamma que se basa en las características de CRT y se utiliza para representar niveles de luminancia de hasta alrededor de 100 nits. HDR utiliza funciones de transferencia PQ o HLG recientemente desarrolladas en lugar de la curva gamma tradicional. Si la curva gamma se hubiera extendido a 10 000 nits, habría requerido una profundidad de bits de 15 bits para evitar bandas.
Funciones de transferencia HDR:
- PQ, o SMPTE ST 2084,[74] es una función de transferencia desarrollada para HDR que puede representar un nivel de luminancia de hasta 10 000 cd/m2.[75][76][77][78] Es la base de los formatos de video HDR (como Dolby Vision,[79][45] HDR10[22] y HDR10+[48]) y también se utiliza para los formatos de imágenes fijas HDR.[80][81] PQ no es compatible con versiones anteriores de SDR. PQ codificado en 12 bits no produce bandas visibles.
- HLG es una función de transferencia desarrollada por la NHK y la BBC.[82] Es compatible con versiones anteriores de la curva gamma de SDR y es la base de un formato HDR conocido como HLG.[31] La función de transferencia HLG también es utilizada por otros formatos de video como el perfil Dolby Vision 8.4 y para formatos de imágenes fijas HDR.[45][83][84] HLG está libre de regalías.[85]

#### Colores primarios
SDR para video HD utiliza un sistema de cromaticidad (cromaticidad de colores primarios y punto blanco) especificado en Rec. 709 (igual que sRGB). SDR para SD usó muchos primarios diferentes, como se dice en BT.601, SMPTE 170M y BT.470.
HDR se asocia comúnmente a un WCG (un sistema de cromaticidad más amplio que BT.709). Rec. 2100 (HDR-TV) usa la misma cromaticidad del sistema que se usa en Rec. 2020 (UHDTV). Los formatos HDR como HDR10, HDR10+, Dolby Vision y HLG también usan Rec. 2020 cromaticidades.
Los contenidos HDR se clasifican comúnmente en una pantalla P3-D65.
| Espacio de color | Coordenada de cromaticidad (CIE, 1931) | Coordenada de cromaticidad (CIE, 1931) | Coordenada de cromaticidad (CIE, 1931) | Coordenada de cromaticidad (CIE, 1931) | Coordenada de cromaticidad (CIE, 1931) | Coordenada de cromaticidad (CIE, 1931) | Coordenada de cromaticidad (CIE, 1931) | Coordenada de cromaticidad (CIE, 1931) | Coordenada de cromaticidad (CIE, 1931) |
| Espacio de color | Colores primarios                      | Colores primarios                      | Colores primarios                      | Colores primarios                      | Colores primarios                      | Colores primarios                      | punto blanco                           | punto blanco                           | punto blanco                           |
| Espacio de color | Rojo                                   | Rojo                                   | Verde                                  | Verde                                  | Azul                                   | Azul                                   | punto blanco                           | punto blanco                           | punto blanco                           |
| Espacio de color | xR                                     | r                                      | x G                                    | y G                                    | x B                                    | yB                                     | Nombre                                 | x ancho                                | y W                                    |
| ---------------- | -------------------------------------- | -------------------------------------- | -------------------------------------- | -------------------------------------- | -------------------------------------- | -------------------------------------- | -------------------------------------- | -------------------------------------- | -------------------------------------- |
| Rec. 709         | 0,64                                   | 0.33                                   | 0.30                                   | 0,60                                   | 0.15                                   | 0.06                                   | D65                                    | 0.3127                                 | 0.3290                                 |
| sRGB             | 0,64                                   | 0.33                                   | 0.30                                   | 0,60                                   | 0.15                                   | 0.06                                   | D65                                    | 0.3127                                 | 0.3290                                 |
| DCI-P3           | 0.680                                  | 0.320                                  | 0.265                                  | 0.690                                  | 0.150                                  | 0.060                                  | P3- D65 (Pantalla)                     | 0.3127                                 | 0.3290                                 |
| DCI-P3           | 0.680                                  | 0.320                                  | 0.265                                  | 0.690                                  | 0.150                                  | 0.060                                  | P3-DCI (Teatro)                        | 0.314                                  | 0.351                                  |
| DCI-P3           | 0.680                                  | 0.320                                  | 0.265                                  | 0.690                                  | 0.150                                  | 0.060                                  | P3-D60 (ACES Cinema)                   | 0.32168                                | 0.33767                                |
| Rec. 2020        | 0.708                                  | 0.292                                  | 0.170                                  | 0.797                                  | 0.131                                  | 0.046                                  | D65                                    | 0.3127                                 | 0.3290                                 |
| Rec. 2100        | 0.708                                  | 0.292                                  | 0.170                                  | 0.797                                  | 0.131                                  | 0.046                                  | D65                                    | 0.3127                                 | 0.3290                                 |

Rec.709 y sRGB (SDR)
P3-D65 (contenidos HDR comunes)
Rec.2020 y Rec.2100 (límite técnico HDR)

#### Profundidad de bits
Debido al aumento del rango dinámico, los contenidos HDR necesitan usar más profundidad de bits que SDR para evitar bandas. Mientras que SDR usa una profundidad de bits de 8 o 10 bits, HDR usa 10 o 12 bits, que cuando se combina con el uso de una función de transferencia más eficiente como PQ o HLG, es suficiente para evitar bandas.

#### Coeficientes de matriz
Rec. 2100 especifica el uso de los formatos de señal RGB, YCbCr o ICTCP para HDR-TV.
IC T C P es una representación de color diseñada por Dolby para HDR y amplia gama de colores (WCG) y estandarizada en Rec. 2100.
IPTPQc2 con remodelación es un formato propietario de Dolby y es similar a ICTCP. Lo utiliza Dolby Vision perfil 5.

#### Espacio de color de señalización
Los puntos de código independientes de la codificación (CICP) se utilizan para señalar la función de transferencia, los colores primarios y los coeficientes de matriz. Se define tanto en ITU-T H.273 como en ISO/IEC 23091-2. Lo utilizan varios códecs, incluidos AVC, HEVC y AVIF. Las combinaciones comunes de parámetros H.273 se resumen en el Suplemento 19 de la serie H de la UIT-T
|                          | Valor del punto de código | Significado                                     |
| ------------------------ | ------------------------- | ----------------------------------------------- |
| Función de transferencia | 1, 6, 14, 15              | curva gamma de SDR                              |
| Función de transferencia | dieciséis                 | PQ                                              |
| Función de transferencia | 18                        | HLG                                             |
| Colores primarios        | 1                         | rec. 709 primarias                              |
| Colores primarios        | 9                         | rec. primarias 2020 rec. 2100 primarias         |
| Coeficientes de matriz   | 0                         | R'G'B'                                          |
| Coeficientes de matriz   | 1                         | Y'CbCr (para Rec. 709)                          |
| Coeficientes de matriz   | 9                         | Y'CbCr (para Rec. 2020) Y'CbCr (para Rec. 2100) |
| Coeficientes de matriz   | 14                        | TICp                                            |

### Metadatos

#### Metadatos estáticos
Los metadatos HDR estáticos brindan información sobre todo el video.
- SMPTE ST 2086 o MDCV (Mastering Display Color Volume): Describe el volumen de color de la masterización (es decir, los colores primarios, el punto blanco y la luminancia máxima y mínima). Ha sido definido por SMPTE[23] y también en los estándares AVC[95] y HEVC.[96]
- MaxFALL (nivel máximo de luz promedio de cuadro)
- MaxCLL (nivel máximo de luz de contenido)

Los metadatos no describen cómo se debe adaptar el contenido HDR a las pantallas de consumo HDR que tienen un volumen de color más bajo (es decir, brillo máximo, contraste y gama de colores) que el contenido.

#### Metadatos dinámicos
Los metadatos dinámicos son específicos para cada cuadro o cada escena del video.
Los metadatos dinámicos de Dolby Vision, HDR10+ y SMPTE ST 2094 describen qué transformación de volumen de color se debe aplicar a los contenidos que se muestran en pantallas que tienen un volumen de color diferente al de la pantalla maestra. Está optimizado para cada escena y cada pantalla. Permite conservar las intenciones creativas incluso en pantallas de consumidores que tienen un volumen de color limitado.
SMPTE ST 2094 o Dynamic Metadata for Color Volume Transform (DMCVT) es un estándar para metadatos dinámicos publicado por SMPTE en 2016 en seis partes. Se lleva en HEVC SEI, ETSI TS 103 433, CTA 861-G. Incluye cuatro aplicaciones:
- ST 2094-10 (de Dolby Laboratories), utilizado para Dolby Vision.
- ST 2094-20 (de Philips). La información de reconstrucción del volumen de color (CVRI) se basa en ST 2094–20.[40]
- ST 2094-30 (de Technicolor). La información de reasignación de color (CRI) cumple con ST 2094-30 y está estandarizada en HEVC.[40]
- ST 2094-40 (de Samsung), utilizado para HDR10+.

ETSI TS 103 572 es una especificación técnica publicada en octubre de 2020 por ETSI para señalización HDR y transporte de metadatos ST 2094-10 (Dolby Vision).
HDR Vivid utiliza metadatos dinámicos estandarizados en CUVA 005-2020.

### Vídeo de doble capa
Algunos perfiles de Dolby Vision usan un video de doble capa compuesto por una capa base y una capa de mejora. Según el perfil de Dolby Vision (o el nivel de compatibilidad), la capa base puede ser retrocompatible con SDR, HDR10, HLG, UHD Blu-ray o ningún otro formato en el espacio de color IPTPQc2 más eficiente, que utiliza rango completo y remodelación.
ETSI GS CCM 001 describe una funcionalidad de gestión de contenido compuesto para un sistema HDR de doble capa, que incluye MMR (regresión múltiple multivariante) y NLQ (cuantificación no lineal).

## Adopción

### Pautas

#### Directrices del Foro Ultra HD
UHD Phase A es un conjunto de pautas del Ultra HD Forum para la distribución de contenido SDR y HDR usando resoluciones Full HD 1080p y 4K UHD. Requiere una profundidad de color de 10 bits por muestra, una gama de colores de Rec. 709 o Rec. 2020, una velocidad de fotogramas de hasta 60 fps, una resolución de pantalla de 1080p o 2160p y rango dinámico estándar (SDR) o alto rango dinámico que usa funciones de transferencia HLG o PQ. UHD Phase A define HDR con un rango dinámico de al menos 13 paradas (213 = 8192: 1) y WCG como una gama de colores que es más amplia que Rec. 709.
UHD Phase B agregará soporte a 120 fps (y 120/1.001 fps), PQ de 12 bits en HEVC Main12 (que será suficiente para 0.0001 a 10000 nits), Dolby AC-4 y MPEG-H 3D Audio, sonido IMAX en DTS :X (con 2 LFE). También agregará ICtCp y CRI de la UIT.

### Imágenes fijas

#### Formatos de imagen HDR
Los siguientes formatos de imagen son compatibles con HDR (espacio de color Rec.2100, funciones de transferencia PQ y HLG, colores primarios Rec.2100/Rec.2020):
- HEIC (códec HEVC en formato de archivo HEIF)
- AVIF (códec AV1 en formato de archivo HEIF), admite incluso ICTCP[80]
- JPEG XL[102]
- HSP, CTA 2072 HDR Still Photo Interface (un formato utilizado por las cámaras Panasonic para la captura de fotografías en HDR con la función de transferencia HLG)[83]

Otros formatos de imagen, como JPEG, JPEG 2000, PNG, WebP, no son compatibles con HDR de forma predeterminada. Podrían respaldarlo mediante el uso del perfil ICC, pero las aplicaciones existentes generalmente no tienen en cuenta el valor de luminancia absoluto definido en los perfiles ICC. W3C está trabajando para agregar soporte HDR a PNG.

#### Adopción de HDR en imágenes fijas
Panasonic: las cámaras de la serie S de Panasonic (incluidas las Lumix S1, S1R, S1H y S5) pueden capturar fotos en HDR usando la función de transferencia HLG y enviarlas en un formato de archivo HSP. Las imágenes HDR capturadas se pueden ver en HDR conectando la cámara a una pantalla compatible con HLG con un cable HDMI. Panasonic ha lanzado un complemento que permite la edición de imágenes fijas HLG (HSP) en Photoshop CC. La compañía también lanzó un complemento para mostrar miniaturas de esas imágenes HDR en una PC (para Windows Explorer y macOS Finder).
Canon: la EOS-1D X Mark III y la EOS R5 pueden capturar imágenes fijas en el espacio de color Rec.2100 mediante la función de transferencia PQ, el formato HEIC (códec HEVC en formato de archivo HEIF), el Rec. Colores primarios de 2020, profundidad de bits de 10 bits y submuestreo YCbCr 4:2:2.  Las imágenes HDR capturadas se pueden ver en HDR conectando la cámara a una pantalla HDR con un cable HDMI. Las imágenes HDR capturadas también se pueden convertir a SDR JPEG (espacio de color sRGB) y luego verse en cualquier pantalla estándar. Canon se refiere a esas imágenes SDR como "HDR PQ-like JPEG". El software Digital Photo Professional de Canon puede mostrar las imágenes HDR capturadas en HDR en pantallas HDR o en SDR en pantallas SDR. También puede convertir HDR PQ a SDR sRGB JPEG.
Sony: las cámaras Sony α7S III y α1 pueden capturar fotos HDR en el espacio de color Rec.2100 con la función de transferencia HLG, el formato HEIF, Rec. Colores primarios de 2020, una profundidad de bits de 10 bits y un submuestreo de 4:2:2 o 4:2:0. Las imágenes HDR capturadas se pueden ver en HDR conectando la cámara a una pantalla compatible con HLG con un cable HDMI.
Qualcomm: el SoC móvil Snapdragon 888 permite la captura de fotografías fijas HDR HEIF de 10 bits.
Krita 5.0, lanzado el 23 de diciembre de 2021, agregó soporte para imágenes HDR HEIF y AVIF con codificación Rec.2100 PQ y HLG.

### Web
Se está trabajando en el W3C para hacer que la Web sea compatible con HDR, que incluye detección de capacidades HDR y HDR en CSS.

## Historia

### 2014
En enero de 2014, Dolby Laboratories anunció Dolby Vision.
En agosto de 2014, PQ se estandarizó en SMPTE ST 2084.
En octubre de 2014, la especificación HEVC incorpora punto de código para PQ. Anteriormente, también incorpora el perfil Main 10 que soporta 10 bits por muestra en su primera versión.
En octubre de 2014, SMPTE estandarizó los metadatos estáticos de Mastering Display Color Volume (MDCV) en SMPTE ST 2086.

### 2015
En marzo de 2015, HLG se estandarizó en ARIB STD-B67.
El 8 de abril de 2015, The HDMI Forum lanzó la versión 2.0a de la especificación HDMI para permitir la transmisión de HDR. La especificación hace referencia a CEA-861.3, que a su vez hace referencia a SMPTE ST 2084 (el estándar de PQ). La versión anterior de HDMI 2.0 ya era compatible con Rec. Espacio de color 2020.
El 24 de junio de 2015, Amazon Video fue el primer servicio de transmisión en ofrecer video HDR utilizando el formato HDR10.
El 27 de agosto de 2015, Consumer Technology Association anunció HDR10.
El 17 de noviembre de 2015, Vudu anunció que había comenzado a ofrecer títulos en Dolby Vision.

### 2016
El 1 de marzo de 2016, la Blu-ray Disc Association lanzó Ultra HD Blu-ray con soporte obligatorio para HDR10 y soporte opcional para Dolby Vision.
El 9 de abril de 2016, Netflix comenzó a ofrecer HDR10 y Dolby Vision.
De junio a septiembre de 2016, SMPTE estandarizó múltiples metadatos dinámicos para HDR en SMPTE ST 2094.
El 6 de julio de 2016, la Unión Internacional de Telecomunicaciones (UIT) anunció la Rec. 2100, que define los parámetros de imagen para HDR-TV y utiliza dos funciones de transferencia HDR: HLG y PQ.
El 29 de julio de 2016, SKY Perfect JSAT Group anunció que el 4 de octubre comenzarían las primeras transmisiones 4K HDR del mundo utilizando HLG.
El 9 de septiembre de 2016, Google anunció Android TV 7.0, compatible con Dolby Vision, HDR10 y HLG.
El 26 de septiembre de 2016, Roku anunció que Roku Premiere+ y Roku Ultra admitirán HDR usando HDR10.
El 7 de noviembre de 2016, Google anunció que YouTube transmitiría videos HDR que se pueden codificar con HLG o PQ.
El 17 de noviembre de 2016, la Junta Directiva de Difusión de Video Digital (DVB - Digital Video Broadcasting) aprobó UHD-1 Fase 2 con una solución HDR compatible con HLG y PQ. La especificación ha sido publicada como DVB Bluebook A157 y fue publicada por ETSI como TS 101 154 v2.3.1.

### 2017
El 2 de enero de 2017, LG Electronics USA anunció que todos los modelos de TV SUPER UHD de LG son compatibles con una variedad de tecnologías HDR, incluidas Dolby Vision, HDR10 y HLG (Hybrid Log Gamma), y están listos para admitir HDR avanzado de Technicolor.
El 20 de abril de 2017, Samsung y Amazon anunciaron HDR10+.
El 12 de septiembre de 2017, Apple anunció el Apple TV 4K con soporte para HDR10 y Dolby Vision, y que iTunes Store vendería y alquilaría contenido 4K HDR.

### 2019
El 26 de diciembre de 2019, Canon anunció la adopción del formato PQ (PQ10) para fotografía fija.

### 2020
El 13 de octubre de 2020, Apple anunció la serie iPhone 12 y iPhone 12 Pro, el primer teléfono inteligente que puede grabar y editar video en Dolby Vision directamente desde el carrete de la cámara. El iPhone utiliza el perfil Dolby Vision 8.4 compatible con HLG.

### 2021
En junio de 2021, Panasonic anunció un complemento para Photoshop CC que permite la edición de imágenes fijas HLG.

### 2022
El 4 de julio de 2022, Xiaomi anunció el Xiaomi 12S Ultra, el primer teléfono inteligente con Android que puede grabar videos Dolby Vision directamente desde el carrete de la cámara.

## Otras lecturas
- Tenemos que hablar de HDR por Yoeri Geutskens
- Rep. UIT-R BT.2390 "Televisión de alto rango dinámico para producción e intercambio internacional de programas", un informe de la UIT que proporciona información básica sobre HDR en general, y para la cuantificación perceptual (PQ) y los parámetros de señal HDR híbrida log-gamma (HLG) especificados en la Rec.2100.

- Datos: Q28060362
- Multimedia: HDR videos / Q28060362